# Ron Flowers
Ron Flowers, właśc. Ronald Flowers (ur. 28 lipca 1934 w Edlington, zm. 12 listopada 2021) – angielski piłkarz występujący na pozycji pomocnika. Złoty medalista Mistrzostw Świata 1966, uczestnik Mistrzostw Świata 1962.

## Kariera klubowa
Karierę piłkarską rozpoczynał w Wolverhampton Wanderers w 1952. W barwach Wilków zadebiutował 20 września 1952 w meczu z Blackpool. Z Wilkami trzykrotnie zdobył mistrzostwo Anglii w 1954, 1958, 1959, Puchar Anglii w 1960 oraz trzykrotnie Tarczę Dobroczynności w 1954, 1959 i 1960. W 1965 spadł z Wolverhampton do drugiej ligi. W 1967 powrócił do Division One, lecz nie zagrał już w barwach Wilków, gdyż odszedł do trzecioligowego Northampton Town, gdzie w latach 1968–1969 pełnił rolę grającego trenera. Ogółem w latach 1952–1967 rozegrał w barwach Wilków 467 spotkań, w których zdobył 33 bramki. Ostatnie dwa lata kariery spędził w amatorskim klubie Telford United.

## Kariera reprezentacyjna
W reprezentacji Anglii zadebiutował 15 maja 1955 w przegranym 0:1 towarzyskim meczu z Francją. W 1962 uczestniczył w mistrzostwach świata 1962. Na turnieju w Chile wystąpił we wszystkich czterech meczach z Węgrami (bramka w 60. minucie), Argentyną (bramka w 18. minucie), Bułgarią i ćwierćfinale z Brazylią. Ostatni raz w reprezentacji wystąpił 29 czerwca 1966 w wygranym 6:1 towarzyskim meczu z Norwegią. Kilka dni później był rezerwowym na mistrzostwach świata 1966, które Anglia wygrała. Ogółem w reprezentacji rozegrał 49 spotkań, w których zdobył 10 bramek.

## Statystyki klubowe
| Sezon   | Klub                         | Kraj   | Rozgrywki                | Mecze | Bramki |
| ------- | ---------------------------- | ------ | ------------------------ | ----- | ------ |
| 1952/53 | Wolverhampton Wanderers F.C. | Anglia | Division One             | 20    | 1      |
| 1953/54 | Wolverhampton Wanderers F.C. | Anglia | Division One             | 15    | 0      |
| 1954/55 | Wolverhampton Wanderers F.C. | Anglia | Division One             | 37    | 5      |
| 1955/56 | Wolverhampton Wanderers F.C. | Anglia | Division One             | 18    | 1      |
| 1956/57 | Wolverhampton Wanderers F.C. | Anglia | Division One             | 39    | 3      |
| 1957/58 | Wolverhampton Wanderers F.C. | Anglia | Division One             | 28    | 3      |
| 1958/59 | Wolverhampton Wanderers F.C. | Anglia | Division One             | 31    | 0      |
| 1959/60 | Wolverhampton Wanderers F.C. | Anglia | Division One             | 35    | 4      |
| 1960/61 | Wolverhampton Wanderers F.C. | Anglia | Division One             | 36    | 5      |
| 1961/62 | Wolverhampton Wanderers F.C. | Anglia | Division One             | 35    | 4      |
| 1962/63 | Wolverhampton Wanderers F.C. | Anglia | Division One             | 40    | 2      |
| 1963/64 | Wolverhampton Wanderers F.C. | Anglia | Division One             | 40    | 3      |
| 1964/65 | Wolverhampton Wanderers F.C. | Anglia | Division One             | 41    | 1      |
| 1965/66 | Wolverhampton Wanderers F.C. | Anglia | Division Two             | 38    | 1      |
| 1966/67 | Wolverhampton Wanderers F.C. | Anglia | Division Two             | 14    | 0      |
| 1967/68 | Northampton Town F.C.        | Anglia | Division Three           | 22    | 2      |
| 1968/69 | Northampton Town F.C.        | Anglia | Division Three           | 40    | 2      |
| 1969/70 | Telford United F.C.          | Anglia | Southern Football League | ?     | ?      |
| 1970/71 | Telford United F.C.          | Anglia | Southern Football League | ?     | ?      |

## Sukcesy

### Reprezentacyjne
- Mistrzostwo świata: 1966